# 柳貴家正楽 (3代目)
三代目柳貴家 正楽（やなぎや しょうらく、1952年8月11日 - ）は、太神楽曲芸協会、オフィスまめかなに所属する太神楽曲芸師、18世水戸大神楽宗家。本名：大高 弘靖。

## 経歴
- 出典：[1][2][3]
- 1952年：17世水戸大神楽宗家の長男として茨城県水戸市に生まれる。
- 1957年：父・二代目柳貴家正楽に師事。本名を流用した柳貴家弘靖で修行。
- 1961年：初舞台を踏む。
- 1970年：「ひとろく」[注 1]となり柳貴家小正楽を名乗る。
- 1979年：27歳・祖父の名跡・二世柳貴家菊蔵を襲名。
- 1988年：18世水戸大神楽宗家および三代目柳貴家正楽襲名。

## 人物
- 趣味：歴史探訪、ワイン雑飲。

## 出演
2000年以降のもの。
- 出典：[1][3]
- NHK
  - 演芸特選・太神楽
  - 大演芸まつり
  - 笑いがいちばん
  - この人この芸
- 日本テレビ
  - 遠くへ行きたい
  - 伝統文化放送
- フジテレビ他	 
  - 三越名人会
  - 国立名人会
  - 第50回全国民俗芸能大会
  - 第1回大阪城伝統芸能フェスティバル
  - ポートランド美術館日本展開催記念セレモニー
  - 徳川斉昭生誕200年祭
  - 菅原道真公1100年祭
  - 静岡社会人大学講師
  - 豪華客船「飛鳥号」グランドステージ公演

## 弟子
- 柳貴家小雪（実娘）
- 柳貴家雪之介（実子）
- 柳貴家遊雪